# Alicia Agneson

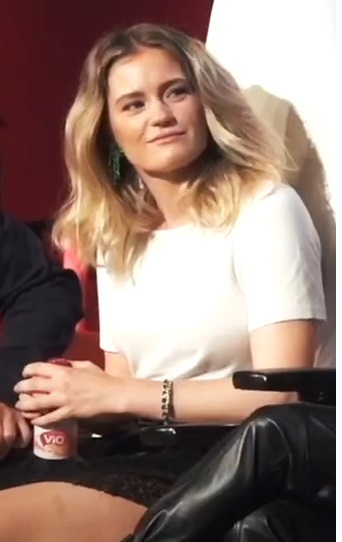
Alicia Agneson (2022)

Alicia Agneson (* 26. Februar 1996 in Eskilstuna) ist eine schwedische Schauspielerin.

## Leben und Karriere
Schon als Kind begann Agneson in kleinen Bühnenproduktionen in Schweden zu schauspielern, zu singen und zu tanzen und zog im Alter von fünfzehn Jahren nach London, um ihre Karriere fortzusetzen. von 2017 bis 2020 spielte sie in der kanadisch-irischen Fernsehserie Vikings.

## Filmografie (Auswahl)
- 2017–2020: Vikings (Fernsehserie, 21 Folgen)
- 2019: Little Kingdom
- 2019: The Courier – Tödlicher Auftrag (The Courier)
- 2021: The Grand Duke of Corsica
- 2022: Clark (TV-Miniserie, 2 Folgen)